# Manfred Reichert
Pour les articles homonymes, voir Reichert.
Manfred Reichert (né à Königsberg le 28 octobre 1940, mort à Remscheid le 10 avril 2010) est un footballeur allemand.

## Carrière
Reichert évolue comme défenseur. Après avoir joué à Remscheid, il rejoint Wuppertaler SV Borussia en 1963 et joue avec cette équipe jusqu’en 1974. Il dispute 363 matchs de championnat avec ce club, dont 67 en Bundesliga, la première division allemande, entre 1972 et 1974.